# Dieterskirchen
Dieterskirchen – miejscowość i gmina w Niemczech, w kraju związkowym Bawaria, w rejencji Górny Palatynat, w regionie Oberpfalz-Nord, w powiecie Schwandorf, wchodzi w skład wspólnoty administracyjnej Neunburg vorm Wald. Leży w Lesie Czeskim, około 24 km na północny wschód od Schwandorfu.

## Dzielnice
W skład gminy wchodzą następujące dzielnice: Bach, Dieterskirchen, Prackendorf, Weislitz, Potenhof.

## Demografia
| Rok  | Liczba mieszk. |
| ---- | -------------- |
| 1970 | 882            |
| 1987 | 995            |
| 2000 | 1 086          |

## Oświata
(na 1999)

W gminie znajduje się 25 miejsc przedszkolnych (23 dzieci) oraz szkoła podstawowa (2 nauczycieli, 62 uczniów).